# T. J. House
Glenn Anthony House, Jr. (né le 29 septembre 1989 à Slidell, Louisiane, États-Unis) est un ancien lanceur gaucher des Ligues majeures de baseball. 
Il est surnommé T. J. House pour « Tiger Junior », en référence à son père Tiger House.

## Carrière
T. J. House est repêché par les Indians de Cleveland, qui en font une sélection de 16e tour en 2008. Lanceur partant dans les ligues mineures,, House fait ses débuts dans le baseball majeur comme lanceur de relève pour les Indians le 17 mai 2014 face aux Athletics d'Oakland